# Campeonato Mundial de Halterofilismo de 2021 - Até 55 kg feminino
A categoria até 55 kg feminino foi um evento do Campeonato Mundial de Halterofilismo de 2021, disputado em Tasquente, no Uzbequistão, no dia 9 de dezembro de 2021. 

## Calendário
Horário local (UTC+5)
| Dia           | Horário | Fase    |
| ------------- | ------- | ------- |
| 9 de dezembro | 13:00   | Grupo B |
| 9 de dezembro | 16:00   | Grupo A |

## Medalhistas
| Evento    | Ouro                              | Ouro   | Prata                   | Prata  | Bronze                  | Bronze |
| --------- | --------------------------------- | ------ | ----------------------- | ------ | ----------------------- | ------ |
| Arranque  | Ghofrane Belkhir (TUN)            | 92 kg  | Svitlana Samuliak (UKR) | 91 kg  | Adijat Olarinoye (NGR)  | 90 kg  |
| Arremesso | Bindyarani Devi Sorokhaibam (IND) | 114 kg | Ham Eun-ji (KOR)        | 114 kg | Adijat Olarinoye (NGR)  | 113 kg |
| Total     | Ghofrane Belkhir (TUN)            | 203 kg | Adijat Olarinoye (NGR)  | 203 kg | Svitlana Samuliak (UKR) | 201 kg |

## Recordes
Antes desta competição, o recorde mundial da prova era o seguinte:
| Recorde         | Tipo      | Atleta            | Peso   | Local    | Data                   |
| Recorde Mundial | Arranque  | Li Yajun (CHN)    | 102 kg | Asgabade | 3 de novembro de 2018  |
| Recorde Mundial | Arremesso | Liao Qiuyun (CHN) | 129 kg | Pattaya  | 20 de setembro de 2019 |
| Recorde Mundial | Total     | Liao Qiuyun (CHN) | 227 kg | Pattaya  | 20 de setembro de 2019 |

## Resultado
Os resultados foram os seguintes. 
| Pos.              | Atleta                            | Grupo | Arranque (kg) | Arranque (kg) | Arranque (kg) | Arranque (kg)     | Arremesso (kg) | Arremesso (kg) | Arremesso (kg) | Arremesso (kg)    | Total |
| Pos.              | Atleta                            | Grupo | 1             | 2             | 3             | Resultado         | 1              | 2              | 3              | Resultado         | Total |
| ----------------- | --------------------------------- | ----- | ------------- | ------------- | ------------- | ----------------- | -------------- | -------------- | -------------- | ----------------- | ----- |
| Medalha de ouro   | Ghofrane Belkhir (TUN)            | A     | 90            | 92            | —             | Medalha de ouro   | 111            | 111            | 115            | 4                 | 203   |
| Medalha de prata  | Adijat Olarinoye (NGR)            | A     | 88            | 90            | 90            | Medalha de bronze | 110            | 113            | 115            | Medalha de bronze | 203   |
| Medalha de bronze | Svitlana Samuliak (UKR)           | A     | 88            | 90            | 91            | Medalha de prata  | 105            | 108            | 110            | 5                 | 201   |
| 4                 | Bindyarani Devi Sorokhaibam (IND) | B     | 78            | 82            | 84            | 9                 | 108            | 112            | 114            | Medalha de ouro   | 198   |
| 5                 | Fraer Morrow (GBR)                | A     | 82            | 85            | 88            | 5                 | 106            | 109            | 111            | 6                 | 194   |
| 6                 | Ham Eun-ji (KOR)                  | A     | 80            | 85            | 85            | 16                | 109            | 113            | 114            | Medalha de prata  | 194   |
| 7                 | Garance Rigaud (FRA)              | A     | 82            | 85            | 88            | 6                 | 102            | 102            | 105            | 9                 | 193   |
| 8                 | Svetlana Ershova (FRH)            | A     | 85            | 88            | 88            | 8                 | 105            | 110            | 110            | 8                 | 190   |
| 9                 | Jennifer Hernández (ECU)          | B     | 80            | 83            | 85            | 7                 | 103            | 106            | 106            | 10                | 188   |
| 10                | Juliana Klarisa (INA)             | A     | 80            | 83            | 85            | 11                | 105            | 108            | 108            | 7                 | 188   |
| 11                | Olha Ivzhenko (UKR)               | A     | 81            | 83            | 86            | 12                | 100            | 103            | 105            | 11                | 186   |
| 12                | Scheila Meister (SUI)             | B     | 79            | 81            | 83            | 10                | 99             | 101            | 104            | 14                | 184   |
| 13                | Atenery Hernández (ESP)           | B     | 82            | 82            | 82            | 14                | 102            | 104            | 104            | 12                | 184   |
| 14                | Katrine Bruhn (DEN)               | B     | 74            | 79            | 82            | 13                | 97             | 101            | 104            | 13                | 183   |
| 15                | Jamila Panfilova (UZB)            | A     | 82            | 86            | 86            | 15                | 98             | 101            | 101            | 15                | 180   |
| 16                | Tenishia Thornton (MLT)           | B     | 71            | 73            | 75            | 17                | 86             | 89             | 92             | 18                | 162   |
| 17                | Sandra Jensen (DEN)               | B     | 72            | 75            | 76            | 18                | 86             | 86             | 90             | 17                | 162   |
| 18                | Chamari Warnakulasuriya (SRI)     | B     | 70            | 70            | 73            | 20                | 85             | 90             | 95             | 16                | 160   |
| 19                | Sky Norris (JAM)                  | B     | 70            | 73            | 73            | 19                | 83             | 86             | 88             | 19                | 156   |
| 20                | Sandra Owusu (GHA)                | B     | 63            | 66            | 72            | 21                | 75             | 77             | 77             | 21                | 143   |
| 21                | Srity Akhter (BAN)                | B     | 62            | 65            | 65            | 22                | 75             | 78             | 83             | 20                | 143   |
| 22                | Caroline Wangechi (KEN)           | B     | 50            | 55            | 55            | 23                | 60             | 65             | 70             | 22                | 115   |
| —                 | Evagjelia Veli (ALB)              | A     | 86            | 89            | 91            | 4                 | 105            | 105            | —              | —                 | —     |